# Dirk Boest Gips
Dirk Boest Gips, né le 30 juillet 1864 à Dordrecht et mort le 11 novembre 1920 à La Haye, est un tireur sportif néerlandais.
Il remporte la médaille de bronze olympique aux Jeux olympiques d'été de 1900 se tenant à Paris en pistolet libre par équipe. Il termine sixième de l'épreuve individuelle.
Courtier vivant à Rotterdam jusqu'en 1905, il part ensuite à La Haye où il meurt en 1920.
Pendant près d'un siècle, il est référencé dans les ouvrages traitant des Jeux sous le nom M. van Laan ou Gerardus van Haan. L'historien Anthony Bijkerk trouve enfin l'identité du tireur néerlandais en 1999.